# بو متيح (مسرحية)
مسرحية بومتيح من المسرحيات الكوميدية في الكويت و دول  الخليج

## الممثلون
بطولة / داوود حسين
- عبد الرحمن العقل
- حسن البلام
- انتصار الشراح
- زهرة عرفات
- بدر الطيار
- عبد الله العتيبي
- بسام الفرج

## الطاقم
- تأليف / محمد الرشود
- إخراج / منقذ السريع
- إنتاج / مسرح الجزيرة 1999

عرضت على مسرح الدسمة - مسرح حولي